# Đảng Dân chủ Xã hội Smer
Đảng Dân chủ Xã hội Smer (Đảng Dân chủ Xã hội - Phương hướng) (tiếng Slovak: Smer – sociálna demokracia), thường viết tắt là Smer là một chính đảng Slovakia. Chủ tịch hiện nay của Đảng Dân chủ Xã hội Smer (thời điểm năm 2012) là cựu Thủ tướng (giai đoạn 2006-2010) Robert Fico. Đây là đảng lớn nhất trong Hội đồng Quốc gia Cộng hòa Slovakia với đa số tuyệt đối 83 ghế trong 150 ghế sau cuộc bầu cử nghị viện Slovakia năm 2012. Đảng này đã dẫn đầu tổng tuyển cử trước thời hạn ngày 10 tháng 3 năm 2012. Theo kết quả thăm dò dư luận ngoài phòng bỏ phiếu, đảng Dân chủ Xã hội Smer giành được 39,6% số phiếu bầu, tương đương 75 ghế trong Quốc hội 150 thành viên. Trước đó, đảng này là đảng đối lập.